# Walter Sutcliffe
Walter Sutcliffe (geboren 1976 in London) ist ein britischer Theater- und Opernregisseur. Seit 2021 ist er Intendant der Oper Halle.
Walter Sutcliffe studierte Geschichte in Cambridge und Fagott am Royal College of Music. Im Anschluss arbeitete er zunächst als Regieassistent an der Deutschen Oper am Rhein und gründete zurück in London die New Professionells Opera. 2017 wurde Walter Sutcliffe zum künstlerischen Leiter der Northern Ireland Opera ernannt. Seit der Spielzeit 2021/2022 ist Sutcliffe Intendant an der Oper Halle.